# Ганиева, Суйима Ганиевна
Суйима Ганиевна Ганиева (узб. Suyima G‘anieva; 1932—2018) — советский и узбекистанский ученый-литературовед, профессор, Герой Узбекистана (2015).

## Биография
Родилась в Ташкенте в интеллигентной семье служащих.Учёная занималась исследованием узбекской классической литературы. Окончила факультет востоковедения Среднеазиатского государственного университета (1952) и аспирантуру Ленинградского государственного университета (1953—1956). В 1956 году защитила кандидатскую диссертацию, посвященную творчеству Алишера Навои. 
С 1956 года младший научный сотрудник Института языка и литературы Академии наук Узбекистана. В последующем — научный секретарь Института языка и литературы Академии наук Узбекистана, зав. кафедрой в Ташкентской государственной консерватории, профессор Ташкентского государственного института востоковедения.
Нашла и опубликовала остававшееся долгие годы неизвестным науке произведение Алишера Навои «Муножот».
Автор фундаментальных исследований по узбекской классической литературе и её роли в мировой культуре. Автор 14 монографий, свыше 350 научно-теоретических статей, более 20 учебно-методических пособий.

## Творчество
- «Жизнь и творчество Алишера Навои»,
- «Идеи гуманизма в творчестве Алишера Навои»,
- «Мотивы благородства в газелях Навои»,
- «Завещание Навои»,
- «Автограф Навои».

## Награды
Заслуги мудрой женщины, любящей матери, талантливой учёной по достоинству оценены Узбекистаном.
Лауреат Государственной премии Республики Узбекистан, награждена орденами «Эл-юрт ҳурмати» (1999) и «Орден за выдающиеся заслуги» (2008). В 2015 году присвоено звание Героя Узбекистана.

## Память
Научному творчеству и созидательной жизни Суйимы Ганиевой посвящён документальный фильм «Путь».